# 除罪化
除罪化，香港稱作非刑事化，指將原本被刑法所處罰的犯罪行為修改成刑法不處罰的行為，也就是修法廢止該行為的刑事處罰。

## 方式
一般而言，除罪化是經由修改法律、對法律加以解釋或由法院停止適用某一法律而達成，由於刑法對於人民權益的侵害甚鉅，因此部分不涉具體法益侵害的行為也常有除罪化的呼聲。
除罪化往往僅指免於國家施以的刑罰，不等於合法化，不代表免除全部的法律責任。就算除罪化，該行為通常還是必須面對民事的損害賠償責任，或改用行政罰，特別在有懲罰性損害賠償制度的英美法系國家，刑罰通常是被高額的損害賠償取代。

## 實例
隨著各國法律及文化的不同，被除罪化的行為亦有所不同，例如：
- 誹謗、言語侮辱
- 通姦
- 同性性行為或同性戀
- 性交易
- 賭博
- 色情
- 使用毒品或稱軟性藥物（單純使用大麻、K他命、安非他命等，在部分美洲、歐洲國家，大麻是可合法使用的娛樂性藥物）
- 權宜處理報帳（以假發票核銷經費，以應付僵化的會計制度）